# Горошек мышиный
Горо́шек мыши́ный (лат. Vícia crácca) — многолетнее травянистое растение, вид рода Горошек (Vicia) семейства Бобовые (Fabaceae). Ценное кормовое и медоносное растение.

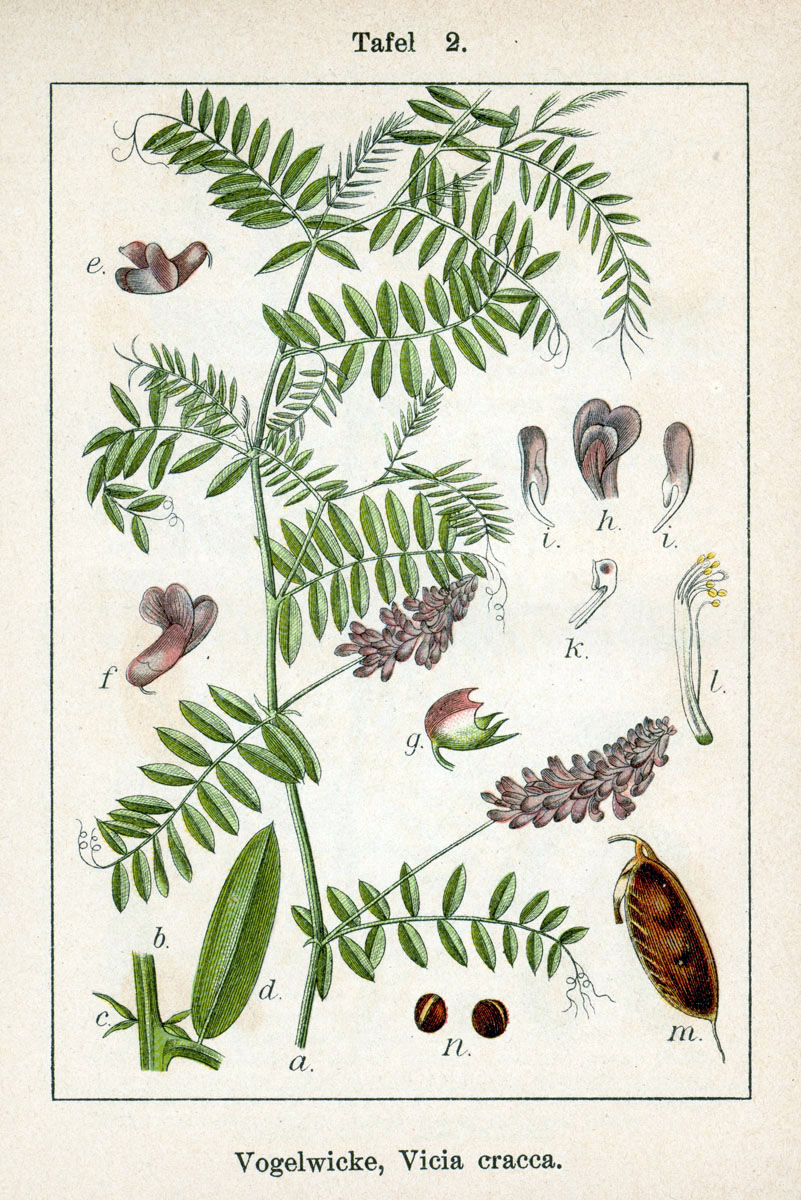
Горошек мышиный.

## Ботаническое описание
Мышиный горошек — растение до 120 см высотой, голое, или с прижатыми серыми волосками. Стебли слабые, цепляющиеся, ребристые, обычно ветвистые. Очень полиморфный вид. Варьирует степень опушения всех частей растения, величина и форма листочков, окраска венчика.
Листья
Листья очерёдные, 5—12 см длиной, парноперистые, на коротких черешках с 6—10 парами листочков, заканчиваются сильно ветвистыми усиками. Общий черешок листа короткий 0,5—1 см длиной, в основании его — пара мелких цельнокрайных полустреловидных прилистников. Листочки 1,5—3 см длиной и 2—4 мм шириной, горизонтально распростёртые, тонкие линейные, на верхушке заострённые или закруглённые, с обеих сторон или снизу опушёны.
Цветки
Соцветие — кисть. Кисти густые, многоцветковые (до 40 цветков), на длинных пазушных цветоносах, превышающих по длине листья. Цветки мотыльковые, 8—11 мм длиной ярко- или светлолиловые, иногда белые. Верхний лепесток цветка (флаг) равен по длине нижнему лепестку (лодочке). Цветёт в июне — июле, в северных областях в августе.
Плоды
Бобы 15—20, редко до 25 мм длиной и 4—6 мм шириной, продолговатые, с 4—6 семенами.
Семена шаровидные, 2,3-3 мм в диаметре, чёрные с пятнами. Созревают в августе и сентябре.
|                                                                                               |  |  |  |
| Горошек мышиный (Vicia cracca). Слева направо: побег; соцветие - кисть; плоды — бобы; семена. |  |  |  |

## Распространение и экология
Общее распространение: российский Дальний Восток, Европейская часть бывшего СССР и Кавказ, Западная и Восточная Сибирь, Средняя Азия, Скандинавия, Атлантическая и Средняя Европа, Средиземноморье, Монголия, Японо-Китайский и Южноазиатский районы, Северная Америка.
Растение с широкой биологической пластичностью. Произрастает на лугах, склонах, в кустарниках, на лесных опушках, реже в светлых лесах. Как сорное растение встречается на полях и по обочинам дорог.
Растение зимостойкое и холодостойкое, предпочитает влажные почвы. Лучше всего развивается на дерново-подзолистых, дерново-карбонатных, выщелоченных и деградированных лесных чернозёмах, суглинистых и супесчаных почвах. Предпочитает слабокислую или нейтральную кислотность почвы. Хорошо отзывается на фосфорно-калийные удобрения.
Размножается семенами и корневищными черенками. Семена твёрдые и плохо прорастают без скарификации. Всхожесть сохраняется 3—4 года. Семена в почве прорастают при температуре 5—6 °С. Растение озимого типа развития. Цветёт и плодоносит со второго года жизни, полное развитие с третьего года. Вегетационный период длится 95—120 суток.

## Химический состав
Наибольшее количество каротина содержит в начале цветения. В 1 кг корма содержит 100 мг каротина и от 120 до 300 мг % аскорбиновой кислоты. В абсолютно сухом виде содержит 1,810 % кальция, 0,544 % фосфора, 1,240 % калия, 0,111 % кремния, 0,921 % хлора.
| Фаза         | Воды (в %) | От абсолютного сухого вещества в % | От абсолютного сухого вещества в % | От абсолютного сухого вещества в % | От абсолютного сухого вещества в % | От абсолютного сухого вещества в % | Источник и район                  |
| Фаза         | Воды (в %) | золы                               | протеина                           | жира                               | клетчатки                          | БЭВ                                | Источник и район                  |
| ------------ | ---------- | ---------------------------------- | ---------------------------------- | ---------------------------------- | ---------------------------------- | ---------------------------------- | --------------------------------- |
| Цветение     | 10,0       | 7,3                                | 14,2                               | 1,5                                | 38,0                               | 39,0                               | Бранке, 1935, Дальний Восток      |
| Плодоношение | 10,0       | 6,9                                | 12,6                               | 1,6                                | 37,1                               | 41,8                               | Бранке, 1935, Дальний Восток      |
| —            | 9,3        | 8,0                                | 16,6                               | 3,8                                | 21,1                               | 41,2                               | Штуцер, Малешевский, 1915, Казань |
| До цветения  | 85,3       | 6,5                                | 20,2                               | 3,7                                | 28,9                               | 40,7                               | Штуцер, Малешевский, 1915, Казань |

100 кг травы содержат 3,2—6,6 кг переваримого протеина, что равноценно 12—17 кормовым единицам. На 1 кормовую единицу приходится 209—260 грамм переваримого протеина. Коэффициент переваримости в зелёной массе: протеина 67—72, жира 40—45, клетчатки 35—65, БЭВ 72—76. В сене показатели схожи.

## Значение и применение

### В пчеловодстве
Медоносные пчёлы собирают с цветков нектар и пыльцу. Продуктивность мёда при сплошном произрастании 119 кг/га. Данные о продуктивности мёда в условиях Западной Сибири противоречивы — 3,1 кг/га и 100 кг/га. В условиях горной зоны Кабардино-Балкарии 200—300 кг/га. Продуктивность нектара цветком 0,5 мг, растением 247 мг. На одном цветоносном побеге около 157 цветков. В нектаре содержится 35,5 % сахара. Пыльца беловато-жёлтая, липкая. Пыльцевая продуктивность 100 цветков 60 мг, а одного растения от 22,0 мг до 3,1 грамм. В местах сплошного произрастания горошка мышиного на 130 цветках отмечены 43 медоносных пчелы и 29 одиночных пчёл, 46 шмелей, 10 бабочек, 2 осы. Наполнив медовый зобик, одна медоносная пчела принесёт в улей 19,8 мг нектара, потратив 67 % собранного за однократную фуражировку нектара на осматривание 146 цветков и полёт до улья и обратно. Собирая нектар пчела на каждом цветке задерживается 2—3 секунды, при сборе пыльцы 6—8 секунд.

### Прочее
Применяется в народной медицине в качестве кровоостанавливающего, успокаивающего, противосудорожного и для снятия отёков при водянке и почечных заболеваниях, а наружно — для ускорения созревания нарывов, размягчения доброкачественных опухолей и как ранозаживляющее.

## Кормовое значение
По химическому составу не уступает лучшим кормовым травам. Не устойчива к выпасу, но выдерживает сенокошение. Летом и весной отлично поедается крупным рогатым скотом, хорошо лошадьми, овцами и козами, плохо верблюдами. Осенью поедается хуже, чем летом и весной. На Крайнем Севере поедается всеми сельскохозяйственными животными, козы едят плохо. В Хакасии и Восточной Сибири хорошо поедается овцами и лошадьми. Плоды поедаются гусями. Пятнистыми оленями (Cervus nippon) весной и летом удовлетворительно поедают листья, соцветия и верхнюю часть стеблей. Для овец и лошадей в Бурятии считается нажировочным кормом. Отмечено хорошее поедание алтайским маралом (Cervus elaphus sibiricus Severtzow) в мараловодческих совхозах Алтая. Летом поедает заяц-беляк и крымская косуля.
Семена содержат около 20 % белка, 30 % углеводов и ядовитый гликозид вицианин. На корм используют после запаривания, а зелёную массу убирают на сено и силос до образования плодов. Съеденные в больших количествах ядовиты, отравление аналогично лёгкому отравлению синильной кислотой.

## Классификация

### Таксономия
Vicia cracca L., 1753, Sp. Pl.: 735
Горошек мышиный (Vicia cracca) описан К. Линнеем в 1753 году в Species Plantarum (1753, Sp.Pl. :735) из Европы («Habitat in Europae pratis, agris»).
Вид Горошек мышиный относится к роду Горошек (Vicia) подсемейства Мотыльковые (Papilionoideae) семейства Бобовые (Fabaceae) порядка Бобовоцветные (Fabales). Таксономическая схема в соответствии с Системой APG IV по состоянию на декабрь 2023 года:
|  |                                      |  |                                   |                                   |                   |  | ещё 3 семейства | ещё 3 семейства   |                          |  |  |  | еще 523 рода                                                    | еще 523 рода    |  |  |
|  |                                      |  |                                   |                                   |                   |  | ещё 3 семейства | ещё 3 семейства   |                          |  |  |  | еще 523 рода                                                    | еще 523 рода    |  |  |
|  |                                      |  |                                   | порядок Бобовоцветные             |                   |  |                 |                   | подсемейство Мотыльковые |  |  |  |                                                                 | Горошек мышиный |  |  |
|  |                                      |  |                                   | порядок Бобовоцветные             |                   |  |                 |                   | подсемейство Мотыльковые |  |  |  |                                                                 | Горошек мышиный |  |  |
|  | отдел Цветковые, или Покрытосеменные |  |                                   |                                   | семейство Бобовые |  |                 |                   | род Горошек              |  |  |  |                                                                 |                 |  |  |
|  | отдел Цветковые, или Покрытосеменные |  |                                   |                                   |                   |  |                 |                   |                          |  |  |  |                                                                 |                 |  |  |
|  |                                      |  | ещё 63 порядка цветковых растений | ещё 63 порядка цветковых растений |                   |  |                 | еще 5 подсемейств | еще 5 подсемейств        |  |  |  | еще 296 подтвержденных видов и 52 вида, ожидающих подтверждения |                 |  |  |
|  |                                      |  |                                   | ещё 63 порядка цветковых растений |                   |  |                 |                   | еще 5 подсемейств        |  |  |  |                                                                 |                 |  |  |

### Синонимы
- Cracca major Gren. & Godr.
- Cracca major Godr. & Gren.
- Cracca plumosa Timb.-Lagr.
- Cracca pyrenaica Gren. ex Rouy & Foucaud
- Cracca vulgaris Opiz
- Ervum cracca (L.) Trautv.
- Vicia australis Ten.
- Vicia azurea Schur
- Vicia cracca f. canescens Maxim.
- Vicia cracca f. cracca
- Vicia cracca f. etiamalba B.Boivin
- Vicia cracca f. humilis Neuman
- Vicia cracca f. leucantha Nakai
- Vicia cracca f. macrophylla Maxim.
- Vicia cracca f. pallidiflora Maxim.
- Vicia cracca f. pulchra Druce
- Vicia cracca subsp. cracca
- Vicia cracca subsp. galloprovincinalis Asch. & Graebn.
- Vicia cracca subsp. gerardi Gaudin
- Vicia cracca subsp. imbricata Rouy
- Vicia cracca subsp. kitaibeliana (Rchb.) Soó
- Vicia cracca subsp. oreophila (Zertova) Á.Löve & D.Löve
- Vicia cracca subsp. vulgaris Schinz & R.Keller
- Vicia cracca var. alpina Rouy
- Vicia cracca var. canescens (Maxim.) Franch. & Sav.
- Vicia cracca var. cracca
- Vicia cracca var. gerardi (Gaudin) W.D.J.Koch
- Vicia cracca var. japonica Miq.
- Vicia cracca var. kitaibeliana (Rchb.) Corb.
- Vicia cracca var. latifolia Coss. & Germ. ex Corb.
- Vicia cracca var. leucantha (Nakai) Nakai
- Vicia cracca var. linearis Peterm.
- Vicia cracca var. nana Gaudin
- Vicia cracca var. peudocassubica Klett & Richt.
- Vicia cracca var. plumosa (Timb.-Lagr.) Rouy
- Vicia cracca var. pulchra (Druce) P.D.Sell
- Vicia cracca var. vulgaris W.D.J.Koch
- Vicia douglassii Torr.
- Vicia gerardi A.St.-Hil.
- Vicia grenieri Rouy
- Vicia heteropus Freyn
- Vicia hetoropus Freyn
- Vicia hiteropus Freyn
- Vicia imbricata Gilib.
- Vicia incana Thuill.
- Vicia kitaibeliana Rchb.
- Vicia kitaibelii Rchb. ex Nyman
- Vicia macrophylla (Maxim.) B.Fedtsch.
- Vicia multiflora Lam.
- Vicia oiana Honda
- Vicia oreophila Zertova
- Vicia pontica Willd.
- Vicia scheuzeri Brügger
- Vicia stenophylla Grecescu
- Vicia tenuifolia f. laxiflora (Griseb.) Diklić
- Vicia tenuifolia var. laxiflora Griseb.
- Vicia tenuifolia var. stenophylla Boiss.
- Vicia versicolor Salisb.